# Grace Ho
Grace Ho (en chino, 何愛瑜; 1907–1996) era la madre de Bruce Lee. Ella y su esposo Lee Hoi-chuen fueron los padres de Bruce, así como de Peter Lee Jung-sum, Robert Lee Jun-fai, Phoebe y Agnes.

## Vida
Grace Ho nació en 1907 en Shanghai, Estado del Gran Qing de Cheung King-sin (張瓊仙), una mujer de etnia europea desconocida que era la amante de Ho Kom-tong (何甘棠) en Shanghái.  Ho Kom-tong era un destacado hombre de negocios que tuvo 12 esposas y, según los informes, más de 30 hijos en su vida. Ho Kom-tong también era hermano del empresario y filántropo de Hong Kong Robert Hotung. Ho eventualmente adoptó a Grace.
El origen étnico de la madre de Grace también sigue siendo algo incierto. Durante muchos años, se creyó que la madre de Grace era de ascendencia católica alemana. Una investigación de 2016 realizada por Charles Russo de Vice Media, basada en documentos que se usaron para la inmigración de la familia y la evidencia genealógica, mostró que Grace en realidad era descendiente de ingleses por parte de su madre.
Grace pasó parte de su infancia en Hong Kong, viviendo en Ho Tung Gardens Cumbre Victoria bajo el cuidado de Clara Ho Tung, su tía. Grace luego se enamoró de su futuro esposo Lee Hoi-chuen (李海泉) de su admiración por su arte escénico. Grace viajó con Lee a San Francisco en su gira estadounidense de un año con el Mandarin Theatre en 1939. Grace informó al gobierno de los Estados Unidos en 1939 que su madre era inglesa; cuando Grace regresó a Hong Kong durante la ocupación japonesa de Hong Kong, informó que su madre era alemana, porque Alemania era un aliado de Japón en ese momento. Durante esta gira, Grace dio a luz a su cuarto hijo, Bruce Lee. ; Lee Hoi-chuen estaba actuando en la ciudad de Nueva York en el momento del nacimiento de Bruce. La familia de Grace regresaría a Hong Kong en la primavera de 1941 solo para quedarse atrapada allí durante la ocupación japonesa de 1941 a 1945.
Los tres hijos de Grace tendrían mucho éxito. Peter Lee Jung-sum el hijo mayor de Grace, se destacó en esgrima y Meteorología, y se convirtió en subdirector del Observatorio de Hong Kong. Bruce Lee se haría famoso en Hollywood y Hong Kong por sus películas y su destreza en las arte marciales, y Robert Lee Jun-fai se convertiría en un músico popular de Hong Kong y Macao fundando la banda The Thunderbirds.